# 丹叶大黄素
丹叶大黄素（英語：Rhapontigenin）是一种芪类有机化合物，分子式C15H14O4，存在于紫葛（学名：Vitis coignetiae）和闭苞买麻藤（学名：Gnetum cleistostachyum）中，能抑制人CYP1A1酶。